# حسن باشا اليمني
حسن باشا اليمني سياسي عثماني شغل منصب والي مصر منذ 1605 حتى 1607.